# Colapso maya

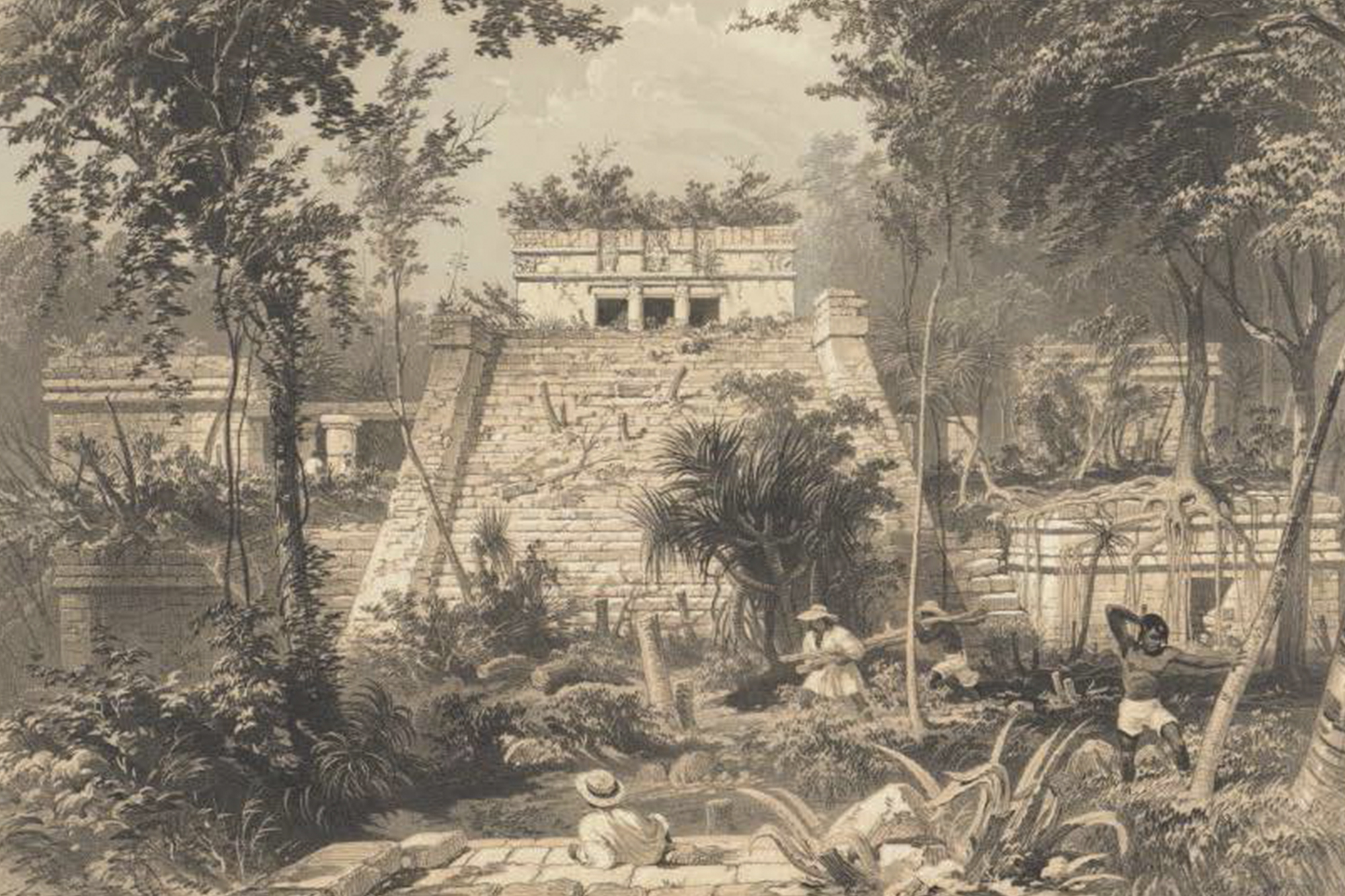
Palacio maya

El colapso de la civilización maya del periodo clásico, o simplemente colapso maya, se refiere a la decadencia y el abandono de las ciudades mayas del período Clásico en las tierras bajas mayas del sur de Mesoamérica entre los siglos VIII y IX. No debe confundirse con el colapso de la civilización maya del periodo Preclásico en el siglo II. El Período Clásico de la cronología mesoamericana generalmente se define como el período comprendido entre los años 300 y 900, los últimos 100 años de los cuales, de 800 a 900, son conocidos como el Clásico Terminal. El colapso maya del periodo Clásico es uno de los mayores misterios de la arqueología. La sofisticación cultural alcanzada por los mayas antes de la caída, en combinación con la relativa brusquedad del propio colapso, hace que este desarrollo sea tan interesante.
Los centros mayas más avanzados en las tierras bajas del sur de Mesoamérica entraron en un proceso de declinación durante los siglos VIII y IX y fueron abandonados poco después.
En términos arqueológicos, este descenso fue indicado por el cese de las inscripciones en los monumentos y una reducción de obras de construcción de arquitectura a gran escala. Sin embargo, un número de ciudades mayas no declinaron y la civilización maya continuó hasta 1697 cuando los españoles conquistaron a Tayasal, la última ciudad-estado independiente de los mayas. 
Efectivamente, después del "colapso maya", los mayas del norte de Yucatán prosperaron y el estado de Chichén Itzá construyó un imperio que unió brevemente a la mayor parte de la región maya.
Dado que partes de la civilización maya siguieron prosperando, un número de científicos no concuerdan con el uso del término "colapso". Con respecto al colapso, E.W. Andrews IV llegó incluso a decir que: "en mi opinión no sucedió tal cosa."
Se identificaron unas 88 teorías o variantes de teorías, que intentan explicar el colapso maya del periodo Clásico. Desde el cambio climático a la deforestación, a la falta de acción por parte de los reyes mayas, no existe una teoría universalmente aceptada para explicar el colapso, aunque la sequía está ganando soporte como la principal explicación.

Para algunos científicos, la evidencia arqueológica relacionada con la intrusión de los toltecas en Yucatán —en Ceibal, Petén— parece confirmar la validez de la hipótesis de la invasión extranjera como causa del colapso maya.
La última hipótesis sugiere que las tierras bajas del sur fueron invadidas por un grupo que no pertenecía a la cultura maya, cuyas tierras de origen se encontraron probablemente en las tierras bajas del Golfo de México. Esta invasión comenzó en el siglo IX y provocó durante los siguientes cien años una serie de eventos que resultaron en la destrucción de los mayas del Clásico. Se cree que esta invasión de alguna manera fue influenciada por los pueblos toltecas del centro de México. Sin embargo, la mayoría de los científicos que estudian a los mayas no creen que la invasión extranjera fue la causa principal de este colapso; postulan que ninguna derrota militar puede explicar, ni ser la causa, del proceso de colapso prolongado y complejo del clásico terminal. La influencia de Teotihuacán en toda la región maya puede haber implicado algún tipo de invasión militar, sin embargo en general se considera que existía una significativa interacción entre Teotihuacán y la región maya que data del período Clásico Temprano o antes, es decir, mucho antes de los episodios de colapso del Clásico Tardío.
Michel Peissel cree que la conquista de Yucatán por el estado de Chichén Itzá en el siglo noveno, condujo al desvío hacia rutas marítimas costeras de la mayor parte del comercio (cacao) que tradicionalmente pasaba por las principales ciudades del interior (enriqueciéndolas), que se vieron profundamente afectadas por ese cambio, al igual que las ciudades a lo largo de la ruta de la Seda cuando los comerciantes portugueses comenzaron a transportar la seda por barco a Europa desde China y Japón.
La teoría de Peissel fue validada por varios científicos y explica por qué el colapso no fue general y también por qué en el mismo momento del colapso de las ciudades de las tierras bajas, otras ciudades florecieron —la mayoría de ellas a lo largo de las nuevas rutas marítimas que fueron abiertas por los comerciantes de Chichén Itzá.
En 1988, para demostrar la viabilidad de esta transferencia hacia el mar de las rutas comerciales, Peissel viajó 650 kilómetros con tres arqueólogos mexicanos y diez acompañantes en una canoa marítima maya de Chunyache en Quintana Roo (México) a la parte superior del río Mojo en Belice.

## Rebelión campesina, revolución o agitación social
De acuerdo con la evidencia arqueológica, las obras de construcción y de expansión de los mayas estaban en su apogeo a partir de 730 a 790 d. C., con constantes ampliaciones y obras de construcción sin ningún tipo de máquinas o herramientas para ayudarlos en estas obras. Durante este mismo período aparecieron señales que presagiaban el colapso de la civilización maya. La mayor parte de la carga del trabajo pesaba sobre los trabajadores campesinos en ciudades tales como Tikal y Copán, donde se realizaron proyectos de construcción aparentemente interminables, construyendo edificios grandes y campos de juegos de pelota. Una teoría apoyada por J. Eric S. Thompson atribuye el colapso maya a una revolución por parte de las clases sociales bajas de la sociedad maya. De acuerdo con esta línea de pensamiento, mientras la vida se hizo más difícil, se inició el proceso de "socavar el desarrollo religioso y la empresa colectiva de la gente común". El aumento de la carga de trabajo puede haber provocado a la población a abandonar sus valores tradicionales y a rebelarse contra la élite de la sociedad, específicamente contra los sacerdotes-gobernantes, ya que se creía que los mayas eran teocráticos y por lo tanto gobernados por sacerdotes. Esto podría ayudar a explicar el colapso abrupto de las funciones de élite, así como los edificios y centros ceremoniales que quedaron sin terminar. Como el colapso de diferentes ciudades se produjo en diversas ocasiones, se cree que las revueltas de los distintos grupos fueron parte de una serie de acciones no planificadas e impulsivas. En la ciudad de Piedras Negras, por ejemplo, parece que hubo algún tipo de violencia durante este período considerando que hubo incendios en varios edificios de palacios y que un trono quedó destruido. Aunque este modelo, conocido como el modelo "sacerdote-campesino", sostiene que hubo una revuelta de los campesinos contra los sacerdotes, se descubrió más tarde que no eran los sacerdotes, sino los reyes que gobernaron durante el periodo Preclásico y Clásico.
A pesar de que esta teoría parecía ofrecer una explicación al repentino colapso de las ciudades mayas, todavía tenía problemas. En primer lugar, la teoría de Thompson no explica a donde se fueron los habitantes de las ciudades después del colapso y el abandono de las mismas. David Webster cree que la población debería haber aumentado en lugar de disminuir debido a la ausencia de una élite al poder. 
En segundo lugar, la teoría no explica por qué las instituciones gubernamentales no se renovaron tras las revueltas, algo que sucedió en circunstancias similares en otros lugares como China.
En tercer lugar, tras realizar un estudio sobre la mano de obra y el tiempo requerido para obras de construcción en Copán, Elliot Abrams llegó a la conclusión de que no se necesitaba de tanto tiempo y obreros para completar la construcción de edificios. 
Sin embargo, Thompson desarrolló su teoría en un período en el cual la evidencia arqueológica parecía indicar una población maya menor de lo que era de acuerdo al conocimiento actual. En general, revoluciones, revueltas campesinas y agitación social llevan a cambios y a menudo van seguidos de guerras. Sin embargo, no hay evidencia de revoluciones que causaron el abandono masivo de regiones enteras.

## Colapso de las rutas comerciales
Se ha postulado que la declinación de las ciudades mayas está vinculado al colapso de sus complejos sistemas comerciales, especialmente aquellos que eran conectados a la metrópoli de Teotihuacán. 
Antes de los avances en el conocimiento sobre la cronología de Mesoamérica, se creía que Teotihuacán había caído entre 700-750 d. C., obligando a la "reestructuración de las relaciones económicas en las tierras altas de Mesoamérica y la costa del Golfo". Esta reconstrucción de las relaciones entre las ciudades pudo haber provocado el colapso maya a una fecha un poco más tardía. Sin embargo, tras los avances en el conocimiento sobre los acontecimientos históricos y su cronología, en la actualidad se cree que la influencia de Teotihuacán tuvo su apogeo durante los siglos IV y V. El poder de Teotihuacán comenzó a disminuir entre 600-650 d. C., lo que posiblemente culminó en el abandono de la ciudad. Tras el consenso general sobre la nueva fecha de la caída de Teotihuacán (600-650 d. C.), se piensa que las ciudades mayas siguieron prosperando "durante un siglo o más" después del colapso de Teotihuacán. En lugar de que la decadencia de Teotihuacán provocara el colapso maya, se cree ahora que su declive solo contribuyó "al 'hiato' del siglo sexto".

## Enfermedades epidémicas
La teoría de que el colapso maya fue provocado por enfermedades también forma una posible explicación para el colapso maya. La diseminación de enfermedades podría explicar parcialmente la rápida despoblación, tanto a través de la propagación de alguna infección, como indirectamente, por una inhibición de la recuperación en el largo plazo. Según Dunn (1968) y Shimkin (1973), las enfermedades infecciosas transmitidas por parásitos son comunes en regiones con selvas tropicales tales como las tierras bajas mayas. Shimkin sugiere que los mayas pueden haber encontrado infecciones endémicas relacionadas con la enfermedad de Chagas-Mazza, Ascaris o algunos enteropatógenos que causan enfermedades diarreicas agudas. 
Por otra parte, algunos expertos creen que, como consecuencia del desarrollo de su civilización (es decir, el desarrollo de la agricultura y los asentamientos), los mayas pueden haber creado un "ambiente perturbado" en el cual los insectos parásitos y patógenos suelen prosperar. Entre los patógenos mencionados anteriormente, se cree que los que causan agudas enfermedades diarreicas puedan haber sido los más devastadores para la población maya. Esto se debe al hecho de que tal enfermedad podría afectar a la víctima desde una edad temprana, lo que dificulta la salud nutricional y el crecimiento y desarrollo natural de un niño. Esto los habría hecho más susceptibles a otras enfermedades más tarde en la vida. Estas teorías podrían representar una explicación parcial para el colapso maya del periodo Clásico.

## Sequías
Grandes sequías afectan la Península de Yucatán y la cuenca del Petén con particular ferocidad, por varias razones:
1. Es una región con suelos tropicales delgadas, cuya fertilidad disminuye y cuya productividad torna inviable cuando se le priva de la cubierta forestal;[15]
2. La región está afectada por sequías estacionales regulares que secan las aguas superficiales;[16]

Los funcionarios coloniales españoles documentaron con precisión los ciclos de sequía, hambre, enfermedades y guerra, proporcionando un registro confiable del patrón histórico de las sequías en la región maya.
Factores climáticos fueron implicados por primera vez en el colapso maya por los mayistas Thomas Gann y J.E.S. Thompson en 1931. En The Great Maya Droughts, Richardson Gill recoge y analiza una serie estudios climáticos, históricos, hidrológicos, volcánicos, geológicos, arqueológicos, anillos de árboles, lechos de lago, y demuestra que una serie de sequías prolongadas es la causa más probable del colapso maya. La teoría de la sequía ofrece una explicación comprensiva porque factores no ambientales y culturales (guerra excesiva, invasión extranjera, revuelta campesina, disminución del comercio, etc) pueden ser explicado como efectos de la sequía prolongada sobre la civilización maya clásica.
Los cambios climáticos a menudo forman importantes impulsos para la subida y la caída de las civilizaciones en el mundo. Harvey Weiss y Raymond S. Bradley afirmaron que: "Muchas líneas de evidencia apuntan ahora al forzamiento climático como el principal agente en el colapso social repetido." En una publicación separada, Weiss muestra una creciente comprensión de los científicos:

"En los últimos cinco años, nuevas herramientas y nuevos datos para los arqueólogos, climatólogos e historiadores nos han llevado al borde de una nueva era en el estudio del cambio climático global y hemisférico y sus impactos culturales. El clima del Holoceno, que se suponía estática, ahora muestra un dinamismo sorprendente que ha afectado a las bases agrícolas de las sociedades preindustriales. La lista de las alteraciones climáticas durante el Holoceno y sus efectos socio-económicos se ha vuelto rápidamente demasiado complejo para un breve resumen."

La teoría de la sequía sostiene que el rápido cambio climático, en la forma de una grave sequía, provocó el colapso maya del periodo Clásico. De acuerdo con la versión de esta teoría propuesta por Gill en su libro The Great Maya Droughts:

"[Los estudios] de núcleos de sedimentos lacustres de Yucatán... proporcionan una evidencia inequívoca de una severa sequía de 200 años desde el año 800 hasta 1000 d. C. ... la más grave en los últimos 7000 años... precisamente en el momento del colapso maya."

El conjunto de modelos climáticos, datos de anillos de árboles y datos históricos del clima indican que una temporada de frío en el hemisferio norte está asociada con sequías en Mesoamérica. El norte de Europa fue afectado por temperaturas extremadamente bajas durante las sequías mayas. A principios del siglo XX se observó la misma relación entre sequías en la región maya y una temporada de frío extremo en el norte de Europa. 
También existe una correlación entre la actividad volcánica dentro y fuera de Mesoamérica con un clima más frío y la sequía resultante, como lo demuestran los efectos de la erupción del volcán Tambora en 1815.
Los mayas a menudo se conciben como si hubieran vivido en la selva, pero técnicamente, vivían en un desierto estacional ya que no tenían acceso a fuentes estables de agua potable. Los logros excepcionales de los mayas son aún más notables considerando la forma en que respondieron al desafió puesto por el medio ambiente que les obligaba a confiar en el agua de las lluvias estacionales en lugar de fuentes permanentes de agua. "Los mayas lograron crear una civilización en un desierto estacional mediante la creación de un sistema de almacenamiento y de gestión de agua que era totalmente dependiente de consistentes lluvias." La permanente necesidad de agua mantuvo los mayas al borde de la supervivencia. "Teniendo en cuenta este precario equilibrio de las condiciones húmedas y secas, incluso un pequeño cambio en la distribución de la precipitación anual puede tener graves consecuencias."
El agua y la civilización estaban vitalmente conectados en la antigua Mesoamérica. Vernon Scarborough, arqueólogo y especialista en prácticas preindustriales de uso de tierra y agua, cree que el acceso y la gestión del agua fueron fundamentales para el desarrollo de la civilización maya.
Los críticos de la teoría de la sequía preguntan porque las ciudades del sur y del centro de las tierras bajas fueron abandonadas, mientras que las ciudades del norte, como Chichén Itzá, Uxmal y Coba continuaron prosperando. Uno de los críticos argumentó que Chichén Itzá logró modernizar sus instituciones políticas, militares, religiosas y económicas, alejándose de poderosos gobernantes o reyes. 
Los habitantes del norte de Yucatán también tuvieron acceso a pescados y mariscos, lo que podría explicar la supervivencia de Chichén Itzá y Mayapán, ciudades alejadas de la costa, pero al alcance de suministros de alimentos costeras salados. Los críticos de la teoría de la sequía también señalan los patrones climáticos actuales, que se caracterizan por las lluvias mucho más fuertes en las tierras bajas del sur en comparación con la ligera cantidad de lluvia en el norte de Yucatán. Los proponentes de la teoría de la sequía mantienen que el clima de la región cambió por completo, incluyendo la cantidad de lluvia, de modo que los patrones de lluvia modernos no son indicativos de las lluvias de los años 800 a 900 d. C. La arqueóloga Heather McKillop descubrió un aumento significativo en el nivel del mar a lo largo de la costa más cercana a las tierras bajas mayas del sur, coincidiendo con el final del período Clásico e indicando un cambio climático.
David Webster, un crítico de la teoría de la megasequía, señala que la mayor parte de las pruebas presentadas por Gill vienen del norte de Yucatán y no de la parte sur de la península, donde floreció la civilización maya clásica. También afirma que si las fuentes de agua se hubieran secado, las ciudades-estado se hubieran trasladado a otras fuentes de agua. El hecho de que Gill sugiere que toda el agua en la región se hubiera secado destruyendo la civilización maya, es estirar los hechos, según Webster.
La teoría de la megasequía tampoco puede explicar el declive de las ciudades ubicadas en las zonas húmedas y montañosas al sur del Reino Maya. Mientras tanto, en esta zona, ciudades como Quiriguá, Copán, Xunantunich y Pusilhá presentan huellas de destrucciones de origen sísmico. Allí, la intensidad de las destrucciones sísmicas se puede explicar por la proximidad del sistema de fallas Motagua-Polochic, que constituye el límite entre las placas de Norteamérica y Caribe. El colapso coincide temporalmente con una concentración anormal de sismos fuertes en el sistema Motagua-Polochic . La repetición de sismos fuertes, combinada con una disminución de los intercambios comerciales con las ciudades del norte puede haber contribuido al declive de las ciudades en esta parte meridional del dominio maya.

## Colapso ecológico sistémico
Algunas teorías ecológicas del declive maya se enfocan en el agotamiento de recursos y el deterioro de las condiciones agrícolas en el Clásico Tardío. Originalmente se pensaba que la mayor parte de la agricultura maya dependía del sencillo sistema de tala y quema. Con base en este método agrícola, Orator F. Cook propuso en 1921 la hipótesis del agotamiento de los suelos para explicar el colapso maya. Hipótesis de agotamiento de la tierra similares están asociadas con la erosión, una agricultura intensiva y la competencia de pastos de sabana. 
Sin embargo, estudios recientes han demostrado que los mayas utilizaron una compleja variedad de técnicas agrícolas intensivas, explicando la alta población de las ciudades-estado mayas en el periodo Clásico. Los arqueólogos modernos ahora reconocen las sofisticadas y productivas técnicas de la agricultura intensiva practicada por los antiguos mayas, y varios de los métodos agrícolas mayas aún no han sido reproducidos. Los métodos de agricultura intensiva fueron desarrollados por todas las culturas mesoamericanas para aumentar su producción de alimentos y darles una ventaja competitiva sobre los pueblos menos hábiles. Estos métodos de agricultura intensiva incluían canales, terrazas, camellones, chinampas, el uso de heces humanas como fertilizante, pantanos estacionales o bajos, usando lodo de los bajos para crear campos fértiles, diques, presas, sistemas de riego, depósitos de agua, diversos tipos de sistemas de almacenamiento de agua, sistemas hidráulicos, sistemas de recuperación de tierra pantanosa, agricultura itinerante, y otras técnicas agrícolas que aún no han sido plenamente comprendidas. 
La evidencia propuesta para el colapso ecológico sistémico incluye la deforestación, la sedimentación y la disminución de la diversidad biológica.
Además de tierras montañosas, los mesoamericanos lograron explotar las tierras problemáticas de la selva tropical durante 1.500 años. Las técnicas agrícolas utilizadas por los mayas eran totalmente dependientes de un amplio suministro de agua. Los mayas lograron prosperar en lo que para la mayoría de los pueblos sería un territorio inhabitable. Su éxito durante más de dos milenios en este ambiente era "increíble".

## Otras explicaciones
El antropólogo Joseph A. Tainter escribió profusamente sobre el colapso de los mayas de las tierras bajas del sur en su estudio The Collapse of Complex Societies de 1988. Su teoría sobre el colapso maya abarca algunas de las explicaciones anteriores, pero se centra específicamente en los rendimientos marginales decrecientes en el contexto de la creciente complejidad social de las ciudades-estado mayas envueltas en una fuerte competencia.